# Vance (Alabama)
Vance – miasto w Stanach Zjednoczonych, w stanie Alabama, w hrabstwie Tuscaloosa. W roku 2023 miasto zamieszkiwały 2263 osoby, a gęstość zaludnienia wynosiła 85,4 osoby/km².